# Egyiptom az 1976. évi nyári olimpiai játékokon
Egyiptom a kanadai Montréalban megrendezett 1976. évi nyári olimpiai játékok egyik részt vevő nemzete volt. Az országot az olimpián 4 sportágban 26 sportoló képviselte, akik érmet nem szereztek.
Egyiptom a 4. naptól csatlakozott az afrikai országok bojkottjához, és nem vett részt a további versenyeken.

## Kosárlabda

### Férfi
| Egyiptomi férfi kosárlabdacsapat-játékoskeret                                                                        | Egyiptomi férfi kosárlabdacsapat-játékoskeret                                          |
| --- | -------------------------------------------------------------------------------------- |
| - Ahmed Abdel Hamid El-Saharty - Awad Abdel Nabi - Fahti Mohamed Kamel - Hamdi Adly El-Seoudi - Ismail Selim Mohamed | - Mohamed El-Gohary Hanafy - Mohamed Essam Khaled - Mohamed Hamdi Osman - Osman Hassan |

#### Eredmények
Csoportkör
B csoport
| Csapat                 | M | Gy | V | P+  | P–  | Pk  | P  |
| ---------------------- | - | -- | - | --- | --- | --- | -- |
| Egyesült Államok (USA) | 5 | 5  | 0 | 394 | 349 | +45 | 10 |
| Jugoszlávia (YUG)      | 5 | 4  | 1 | 364 | 343 | +21 | 9  |
| Olaszország (ITA)      | 5 | 3  | 2 | 347 | 344 | +3  | 8  |
| Csehszlovákia (TCH)    | 5 | 2  | 3 | 418 | 406 | +12 | 7  |
| Puerto Rico (PUR)      | 5 | 1  | 4 | 321 | 363 | –42 | 6  |
| Egyiptom (EGY)         | 1 | 0  | 1 | 64  | 103 | –39 | 1  |

| 1976. július 18. | Egyiptom (EGY) | 64 – 103 | Csehszlovákia (TCH) |  |
| 1976. július 18. | (32–55)        |          |                     |  |

|  | Olaszország (ITA) | Egyiptom visszalépett | Egyiptom (EGY) |  |
|  |                   |                       |                |  |

|  | Puerto Rico (PUR) | Egyiptom visszalépett | Egyiptom (EGY) |  |
|  |                   |                       |                |  |

|  | Egyesült Államok (USA) | Egyiptom visszalépett | Egyiptom (EGY) |  |
|  |                        |                       |                |  |

|  | Jugoszlávia (YUG) | Egyiptom visszalépett | Egyiptom (EGY) |  |
|  |                   |                       |                |  |

| Csapat         | Helyezés |
| -------------- | -------- |
| Egyiptom (EGY) | 12.      |

## Ökölvívás
| Versenyző                  | Versenyszám | Selejtező                  | 32-es főtábla                             | Nyolcaddöntő                      | Negyeddöntő       | Elődöntő          | Döntő             | Helyezés    |
| Versenyző                  | Versenyszám | Ellenfél Eredmény          | Ellenfél Eredmény                         | Ellenfél Eredmény                 | Ellenfél Eredmény | Ellenfél Eredmény | Ellenfél Eredmény | Helyezés    |
| -------------------------- | ----------- | -------------------------- | ----------------------------------------- | --------------------------------- | ----------------- | ----------------- | ----------------- | ----------- |
| Mohamed Said Abdel Wehab   | Papírsúly   |                            | José Leroy (FRA) · RSC                    | Héctor Patri (ARG) · visszalépett | kiesett           | kiesett           | kiesett           | 9.          |
| Said Ahmed El-Ashry        | Légsúly     | Orbán Sándor (HUN) · 5-0   | Alfredo Pérez (VEN) · visszalépett        | kiesett                           | kiesett           | kiesett           | kiesett           | 16.         |
| Abdel Nabi El-Sayed Mahran | Harmatsúly  | Bernardo Onori (ITA) · 0-5 | kiesett                                   | kiesett                           | kiesett           | kiesett           | kiesett           | 25.         |
| Mohamed Younes Naguib      | Pehelysúly  | erőnyerő                   | Bratislav Ristić (YUG) · visszalépett     | kiesett                           | kiesett           | kiesett           | kiesett           | helyezetlen |
| Mahmoud Ahmed Ali          | Nehézsúly   |                            | Atanasz Szapundzsiev (BUL) · visszalépett | kiesett                           | kiesett           | kiesett           | kiesett           | helyezetlen |

## Röplabda

### Férfi
| Egyiptomi férfi röplabdacsapat-játékoskeret                                                                                             | Egyiptomi férfi röplabdacsapat-játékoskeret                                                                                                  |
| --- | --- |
| - Attia El-Sayed Aly - Azmi Mohamed Megahed - Aysir Mohamed El-Zalabani - Fouad Salam Alam - Gaber Mooti Abou Zeid - Hamid Mohamed Azim | - Ibrahim Fakhr El-Din - Ihab Ibrahim Hussein - Mahmoud Mohamed Farag - Metwali Mohamed - Mohamed Saleh El-Shikshaki - Samir Loutfi El-Sayed |

#### Eredmények
Csoportkör
B csoport
|                   |                                                                   | Mérkőzések                                                        | Mérkőzések                                                        | Szettek                                                           | Szettek                                                           | Szettek                                                           | Pontok                                                            | Pontok                                                            | Pontok                                                            |
| Csapat            | Pont                                                              | Gy                                                                | V                                                                 | Sz+                                                               | Sz–                                                               | SzA                                                               | P+                                                                | P–                                                                | PA                                                                |
| ----------------- | ----------------------------------------------------------------- | ----------------------------------------------------------------- | ----------------------------------------------------------------- | ----------------------------------------------------------------- | ----------------------------------------------------------------- | ----------------------------------------------------------------- | ----------------------------------------------------------------- | ----------------------------------------------------------------- | ----------------------------------------------------------------- |
| Szovjetunió (URS) | 6                                                                 | 3                                                                 | 0                                                                 | 9                                                                 | 0                                                                 | MAX                                                               | 135                                                               | 63                                                                | 2,143                                                             |
| Japán (JPN)       | 5                                                                 | 2                                                                 | 1                                                                 | 6                                                                 | 3                                                                 | 2,000                                                             | 118                                                               | 89                                                                | 1,326                                                             |
| Brazília (BRA)    | 4                                                                 | 1                                                                 | 2                                                                 | 3                                                                 | 6                                                                 | 0,500                                                             | 118                                                               | 142                                                               | 0,831                                                             |
| Olaszország (ITA) | 3                                                                 | 0                                                                 | 3                                                                 | 2                                                                 | 9                                                                 | 0,222                                                             | 81                                                                | 158                                                               | 0,513                                                             |
| Egyiptom (EGY)    | Visszalépett, az egy lejátszott mérkőzésének eredményét törölték. | Visszalépett, az egy lejátszott mérkőzésének eredményét törölték. | Visszalépett, az egy lejátszott mérkőzésének eredményét törölték. | Visszalépett, az egy lejátszott mérkőzésének eredményét törölték. | Visszalépett, az egy lejátszott mérkőzésének eredményét törölték. | Visszalépett, az egy lejátszott mérkőzésének eredményét törölték. | Visszalépett, az egy lejátszott mérkőzésének eredményét törölték. | Visszalépett, az egy lejátszott mérkőzésének eredményét törölték. | Visszalépett, az egy lejátszott mérkőzésének eredményét törölték. |

| 1976. július 18. 21:30 | Brazília (BRA) | 3 – 1 | Egyiptom (EGY) |  |
| 1976. július 18. 21:30 |                |       |                |  |

| 1976. július 22. | Szovjetunió (URS) | Egyiptom visszalépett | Egyiptom (EGY) |  |
| 1976. július 22. |                   |                       |                |  |

| 1976. július 24. | Japán (JPN) | Egyiptom visszalépett | Egyiptom (EGY) |  |
| 1976. július 24. |             |                       |                |  |

| 1976. július 25. | Olaszország (ITA) | Egyiptom visszalépett | Egyiptom (EGY) |  |
| 1976. július 25. |                   |                       |                |  |

| Csapat         | Helyezés    |
| -------------- | ----------- |
| Egyiptom (EGY) | helyezetlen |

## Súlyemelés
| Versenyző                | Versenyszám | Szakítás | Szakítás | Lökés                    | Lökés                    | Összesen | Helyezés |
| Versenyző                | Versenyszám | Eredmény | Helyezés | Eredmény                 | Helyezés                 | Összesen | Helyezés |
| ------------------------ | ----------- | -------- | -------- | ------------------------ | ------------------------ | -------- | -------- |
| Moustafa Ali Abdel Halim | 52 kg       | 90,0     | 15.      | érvényes kísérlet nélkül | érvényes kísérlet nélkül | kiesett  | kiesett  |
| Ahmed Mahmoud Mashall    | 56 kg       | 90,0     | 19.      | 127,5                    | 14.                      | 217,5    | 14.      |